# Heinrich Friedrich Füger
Heinrich Friedrich Füger (Heilbronn, 8 décembre 1751 - Vienne, 5 novembre 1818) est le plus connu et le plus influent peintre allemand du classicisme. Il a effectué la majeure partie de sa carrière à Vienne. Il a également été, comme l'autrichien Daffinger, peintre en miniature.

## Biographie

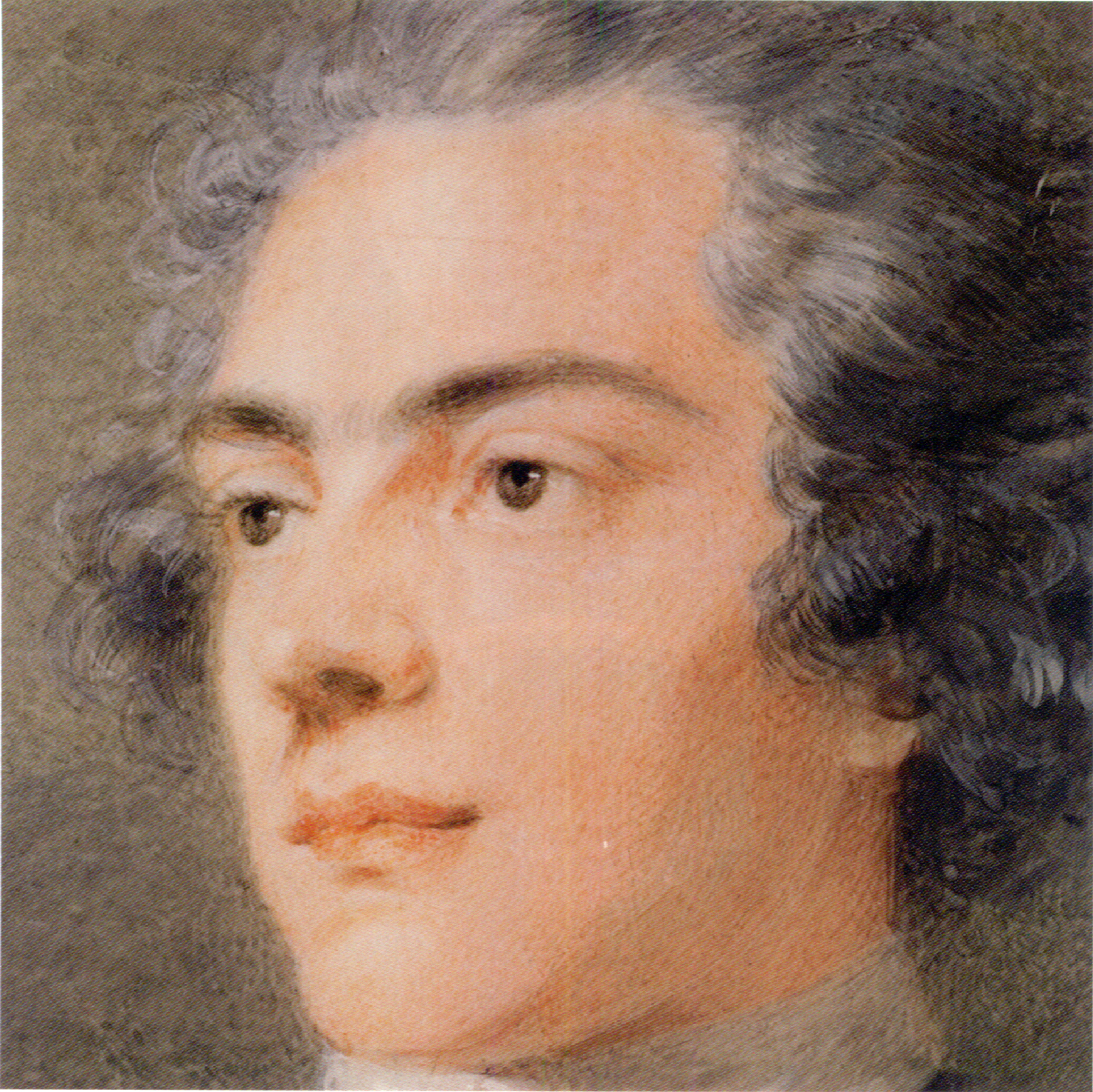
Portrait d'un comte Harrach par Heinrich Friedrich Füger
(1751-1818)

Fils de pasteur né à Heilbronn en 1751, Füger montre très tôt des dons pour la peinture (il aurait peint des miniatures dès l'âge de onze ans).
Füger commence des études d'histoire à Ludwigsbourg auprès du Français Nicolas Guibal. Découragé à la vue de tableaux d'histoire, il se dirige vers des études de droit à Halle. Il peint avec succès le portrait de ses professeurs. Ces derniers lui conseillent de reprendre ses études artistiques à Leipzig. Sir Robert Keith s'intéresse à lui et l'invite à Dresde puis à Vienne (1774). il l'introduit auprès du chancelier Kaunitz et de l'impératrice Marie-Thérèse. La perception d'une bourse lui permet de perfectionner son art à Rome où il séjourne cinq ans, puis à Naples.
Il épouse l'actrice Joséphine Hortensia Müller à Vienne en 1790. 
En 1795, il est nommé directeur de l'Académie de Vienne et devient directeur de la Galerie impériale autrichienne en 1806. Il a comme élève Jan Maszkowski.
Il meurt à Vienne en 1818.

## Œuvre
Heinrich Friedrich Füger compte parmi ses clients des noms illustres : la reine Caroline dont il réalise le portrait durant son séjour à Naples. On connait de sa main de nombreux portraits de la famille Harrach, ses clients les plus importants : Johann Nepomuk Ernst, comte d'Harrach (1756-1829), ses trois frères Ernst Christoph Joseph (1757-1838), Karl Borromaüs (1761-1829) et Ferdinand Joseph (1763-1841) ainsi qu'un certain nombre de parents proches : Franz Joseph, comte Wilczek, mari de Maria Josepha, comtesse Harrach et Anna, comtesse Taaffe, née Harrach.
En 1798, il doit renoncer à la peinture de miniatures en raison de troubles visuels.
- Sainte Marie Madeleine en pénitence (1808), Neue Pinakothek, Munich[6]

Miniatures
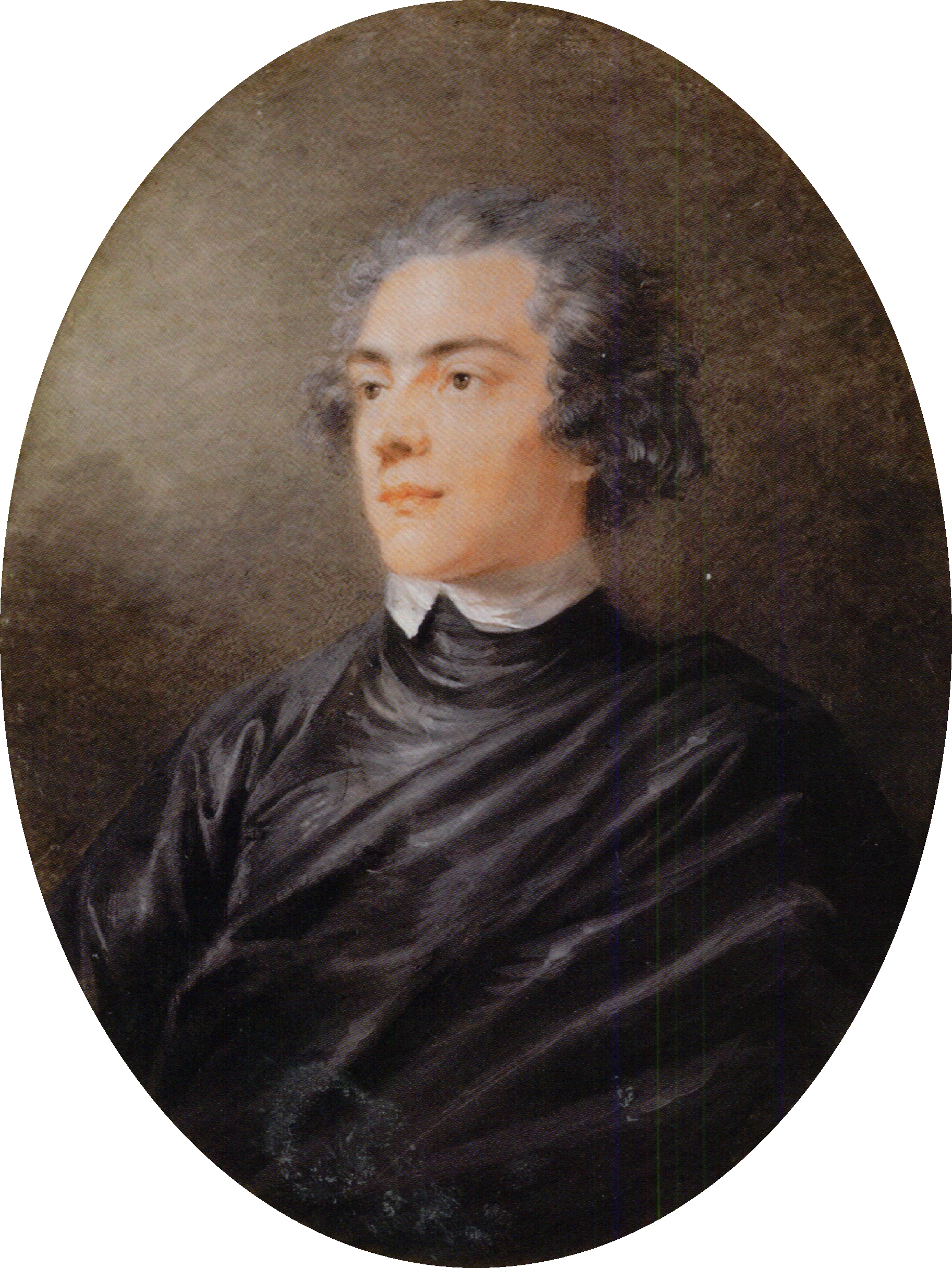
Comte Harrach (1751-1818)
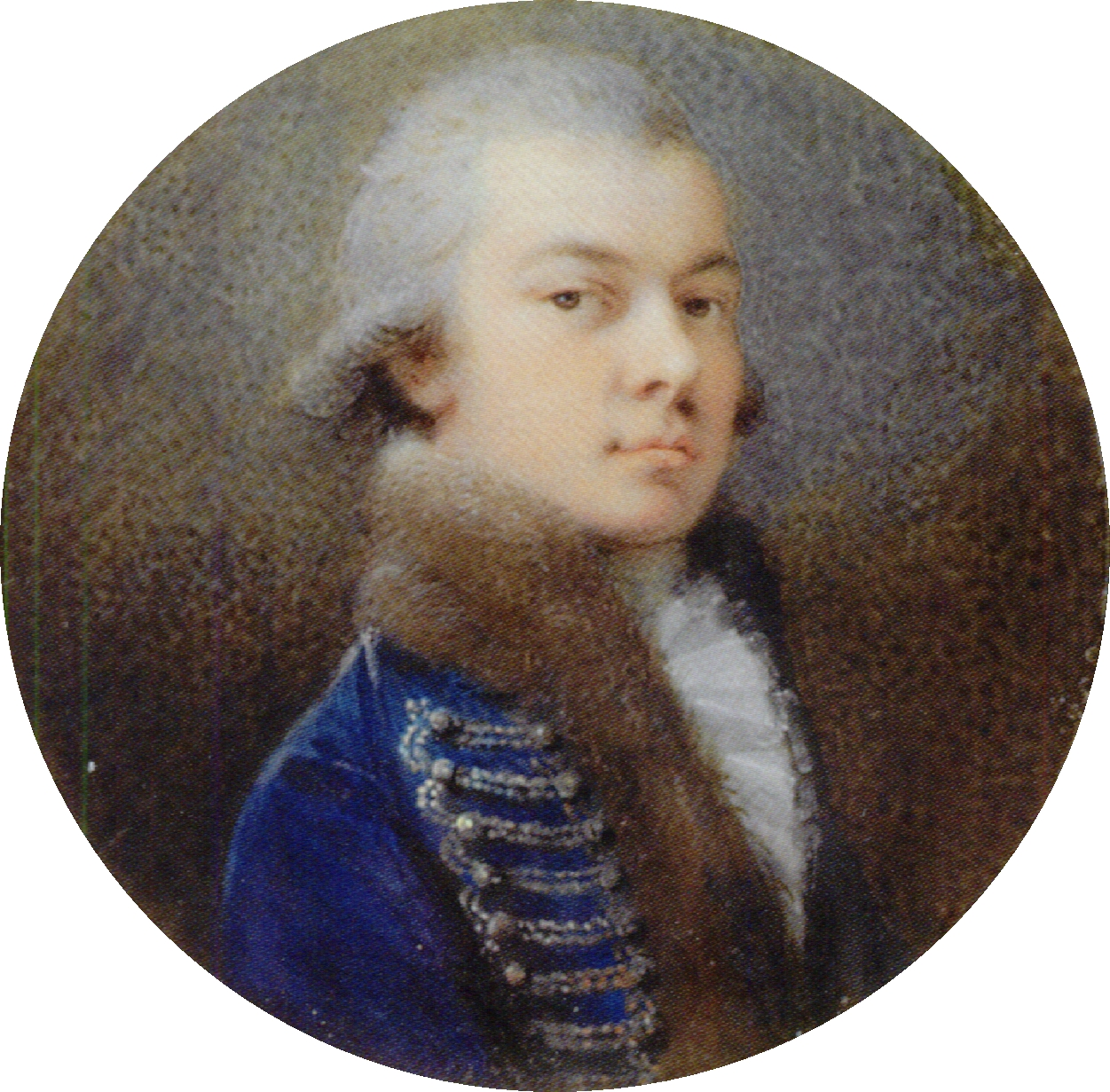
Jeune officier hongrois
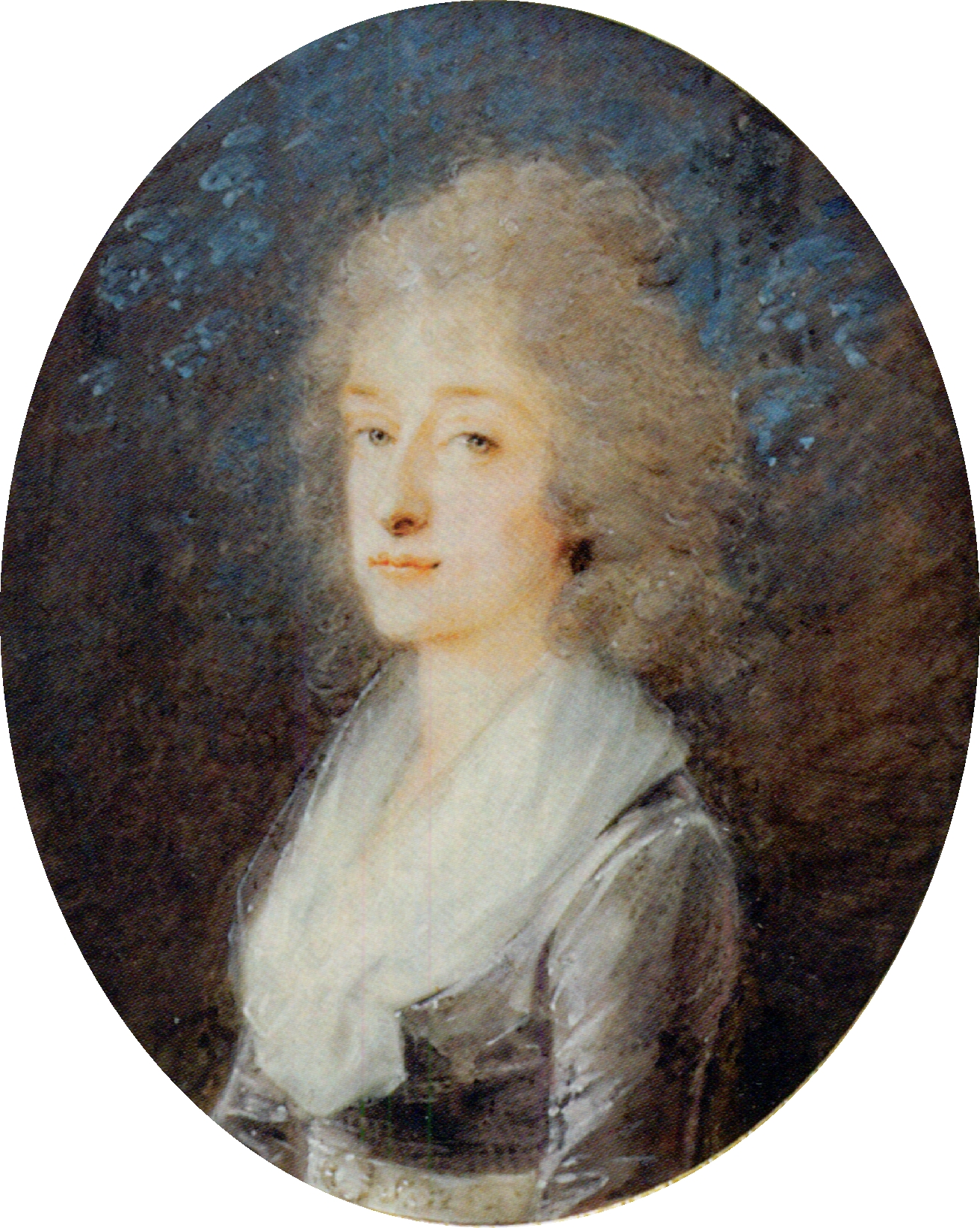
Probablement une actrice vers 1795